# 莫尼约
莫尼约（法語：Monieux，法語發音：[mɔnjø]）是法国普罗旺斯-阿尔卑斯-蓝色海岸大区沃克吕兹省的一个市镇，属于卡庞特拉区。

## 地理
莫尼约（44°4'2"N, 5°21'33"E）面积47.12 平方千米，位于法国普罗旺斯-阿尔卑斯-蓝色海岸大区沃克吕兹省，该省份为法国东南部内陆省份，北起德龙省，西北接阿尔代什省，西接加尔省，南至罗讷河口省，东南角与瓦尔省接壤，东临上普罗旺斯阿尔卑斯省。
与莫尼约接壤的市镇（或旧市镇、城区）包括：布洛瓦克、弗拉桑、利乌、梅塔米斯、索村、欧宗河畔维尔。

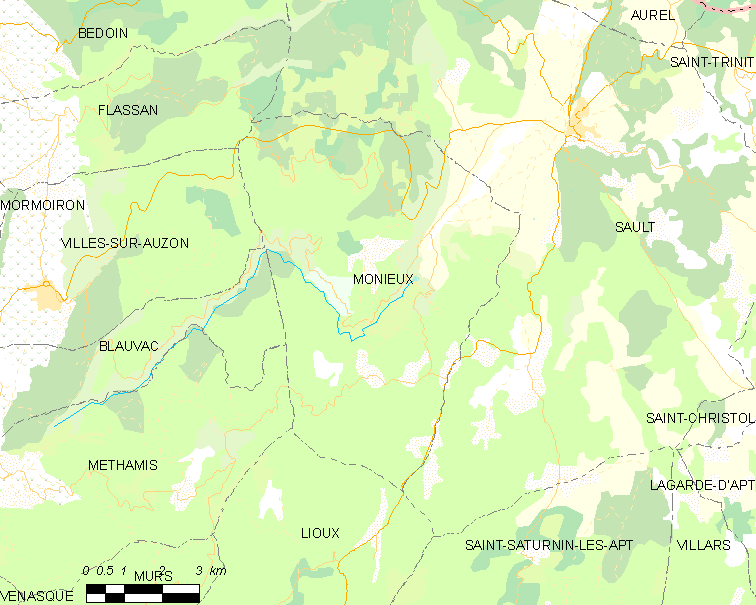
莫尼约的OSM定位图

莫尼约的时区为UTC+01:00、UTC+02:00（夏令时）。

## 行政
莫尼约的邮政编码为84390，INSEE市镇编码为84079。

## 政治
莫尼约所属的省级选区为佩尔讷莱方丹县。

## 人口

1962-2008年间莫尼约人口变化图示

莫尼约于2022年1月1日时的人口数量为268人。